# Margot y la boda
Margot y la boda es una película escrita y dirigida por Noah Baumbach en 2007. En España se estrenó el 20 de junio de 2008.
Citas promocionales: 
- “Las risas, fuertes y frenéticas, resultan lo suficientemente afiladas como para hacer sangrar.” – Peter Travers, Rolling Stone.
- ””Cruelmente divertida, psicológicamente astuta, sociológicamente destructora, y refrescantemente poco convencional.” – David Ansen, Newsweek.

## Sinopsis
Margot y su hijo adolescente Claude toman un tren desde Nueva York a Long Island, donde la hermana de Margot, Pauline, está a punto de casarse con Malcolm, un artista bohemio. Pese a ser una escritora de éxito casada con un buen tipo, Margot se muestra como una mujer reprimida, amargada, insegura y que parece estar siempre enfadada con todos los que la rodean. Pauline, que al principio se siente feliz por la inesperada decisión de su hermana de acudir a su boda, pronto se da cuenta de que su hermana está llena de frustraciones. En el transcurso de unos pocos días, los conflictos pasados y presentes estallan amenazando no solo con posponer la boda, sino con arruinarla por completo.

## Banda sonora
Canciones incluidas en la banda sonora:
| Título                  | Intérprete                     | Autor                          |
| ----------------------- | ------------------------------ | ------------------------------ |
| Northern Blue           | Dean Warcham & Britta Phillips | Dean Warcham & Britta Phillips |
| Romeo’s Tune            | Steve Forbert                  | Steve Forbert                  |
| Go Tell Aunt Rhody      | Jack Black                     | Tradicional                    |
| Genesis                 | Jorma Kaukonen                 | Jorma Kaukonen                 |
| One Fine Summer Morning | Evie Sands                     | Al Gorgoni                     |
| Goin’ Down To Laurel    | Steve Forbert                  | Steve Forbert                  |
| The Wagon               | Dinosaur Jr.                   | Joseph Mascis                  |
| Dear Mary               | Steve Miller Band              | Steven H. Miller               |
| See How We Are          | X                              | Exene Cervenka & John Doe      |
| Sunday Girl             | Zane Pais                      | Christopher Stein              |
| Everything Changes      | Lesley Duncan                  | Lesley Duncan                  |
| Union City Blue         | Blondie                        | Deborah Harry & Nigel Harrison |
| You And Me              | Alice Cooper                   | Alice Cooper & Dick Wagner     |
| Clair                   | Gilbert O’Sullivan             | Gilbert O’Sullivan             |
| Easy To Be Around       | Diane Cluck                    | Diane Cluck                    |
| Nothing Is Wrong        | The dB’s                       | Peter Holsapple                |
| That’s All For Everyone | Fleetwood Mac                  | Lindsey Buckingham             |
| On And On               | Michael Medeiros               | Stephen Bishop                 |
| Teen Angel              | Donovan                        | Donovan Leitch                 |
| Something On Your Mind  | Karen Dalton                   | Dino Valenti                   |

- Datos: Q1895406